# آيت مسروح الغربيين (كرامة)
آيت مسروح الغربيين هي إحدى مشيخات المملكة المغربية، تتبع جغرافيا لإقليم ميدلت وإداريًا لكرامة. يقدر عدد سكانها بـ 1590 نسمة حسب الإحصاء الرسمي للسكان والسكنى لسنة 2004.